# 波兰加巴
波兰加巴是巴西圣保罗州的一个市镇。总面积266.565平方公里，总人口7426人，人口密度27.9人/平方公里。